# Robert Graham (botanik)
Robert Graham (ur. 3 grudnia 1786 w Stirling, zm. 7 sierpnia 1845 w Coldoch) – szkocki lekarz i botanik.

## Biografia
Doktryzował się na Uniwersytecie Edynburskim w 1808. Praktykował najpierw w Londynie, a następnie w Glasgow. Wykłady z botaniki na University of Glasgow rozpoczął w 1816. Przyczynił się do powstania Ogrodu botanicznego w Glasgow. W 1820 przeniósł się do Edynburga, gdzie rozpoczął wykłady z botaniki i medycyny na miejscowym uniwersytecie. W latach 1820–1845 był zarządcą Królewskiego Ogrodu Botanicznego w Edynburgu.
Graham opisał szereg rzadkich roślin hodowanych w ogrodach botanicznych w Glasgow i Edynburgu. W taksonomii używany jest skrót Graham. Botanik opisał m.in.: tytoń siny i ifejon jednokwiatowy.